# 케리 블루 테리어

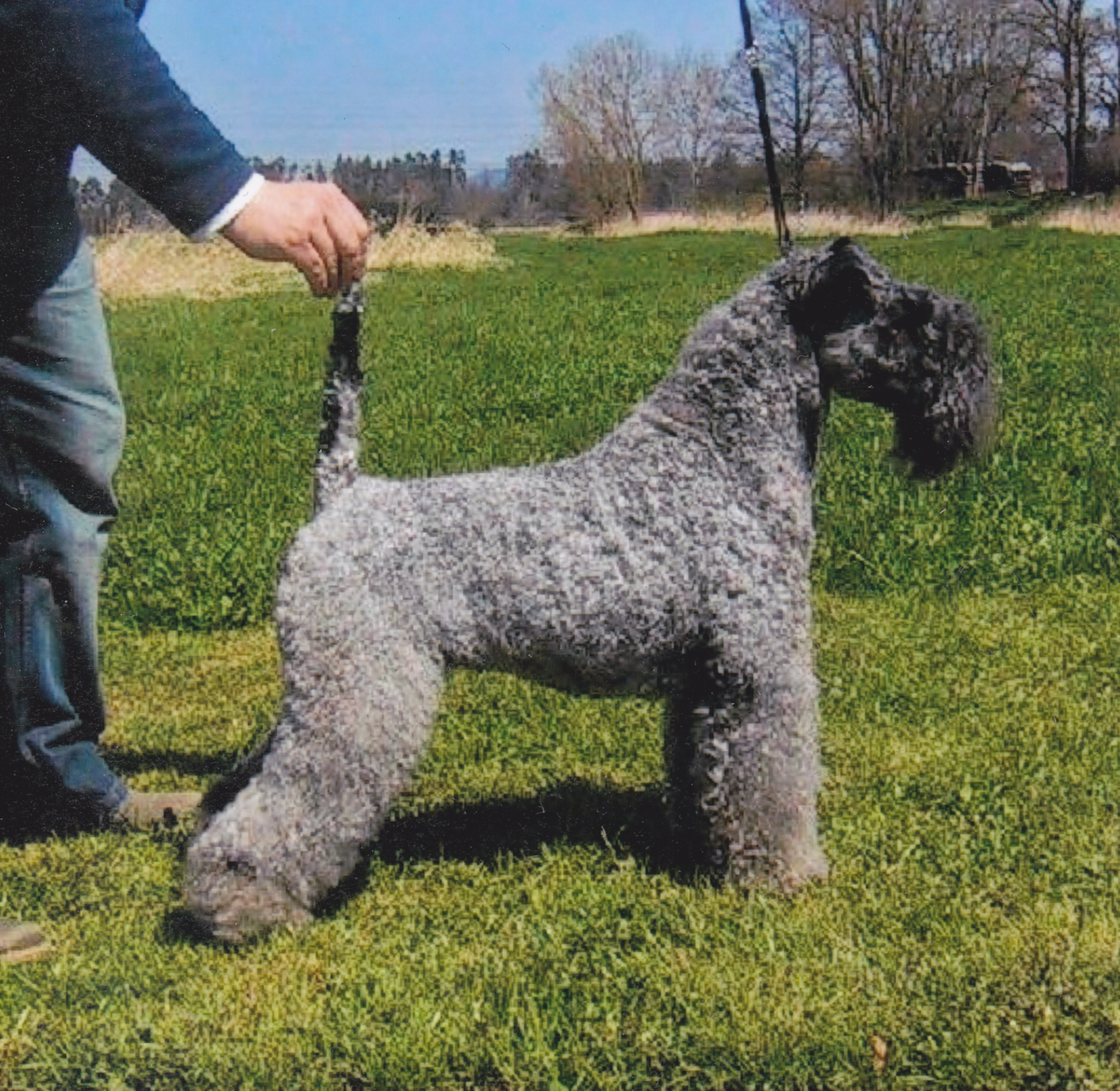

케리 블루 테리어(Kerry Blue Terrier) 또는 아이리시 블루 테리어(Kerry Blue Terrier, 아일랜드어: An Brocaire Gorm)는 개 품종이다. 원래 쥐, 토끼, 오소리, 흰 족제비, 여우, 수달, 산토끼, 사슴, 심지어 늑대를 포함한 해충을 방제하기 위해 사육되었지만 시간이 지남에 따라 케리는 소와 양을 모는 것을 포함한 다양한 직업에 사용되는 일반적인 작업견이 되었다. 2000년에 케리 블루가 크러프츠(Crufts, 영국에서 가장 권위 있는 개 쇼)를 수상했음에도 불구하고 이 품종은 여전히 "유행에 뒤떨어진" 품종으로 남아 있으며 확실히 흔하지 않다. 그러나 스카이 테리어, 실리엄 테리어 및 댄디 딘몬트 테리어와 같은 다른 테리어 품종만큼 위협적이지는 않다.

## 설명

### 모습
케리 블루 테리어의 일부 특징으로는 긴 머리, 편평한 두개골, 깊은 가슴, 부드러운 물결 모양에서 곱슬거리는 털 등이 있다. 수컷 케리 블루는 보통 기갑 키가 46~48cm(18~19인치)이고 몸무게는 12~15kg(26~33파운드)인 반면, 암컷은 보통 44~46cm(17~18인치), 몸무게는 10–13kg(22~29lb)이다.

### 털
털은 케리의 주된 특징이다. 속털이 없이 부드럽고 물결 모양이다. 강아지는 검은색으로 태어나며 나이가 들면서 색이 발달하고 성견이 되면 회색/파란색 등급으로 투명해진다. 가슴에 작은 흰색 무늬는 허용되지만 바람직하지 않다. 올바른 질감은 부드럽고 양털 같은 질감이 아니어야 한다. 털빠짐이 없으며 평균 6주마다 매주 브러싱과 클리핑이 필요하다.